# کوون
کوون (انگلیسی: Cowen) شرکت سرمایه‌گذاری آمریکایی است، که در سال ۱۹۱۸ تأسیس شد.